# Rio Aan
O rio Aan está localizado na Ilha do Sul da Nova Zelândia.
O rio corre para fora de Lago Innes até ao mar na costa sul da Ilha do Sul.